# Eugène Belgrand

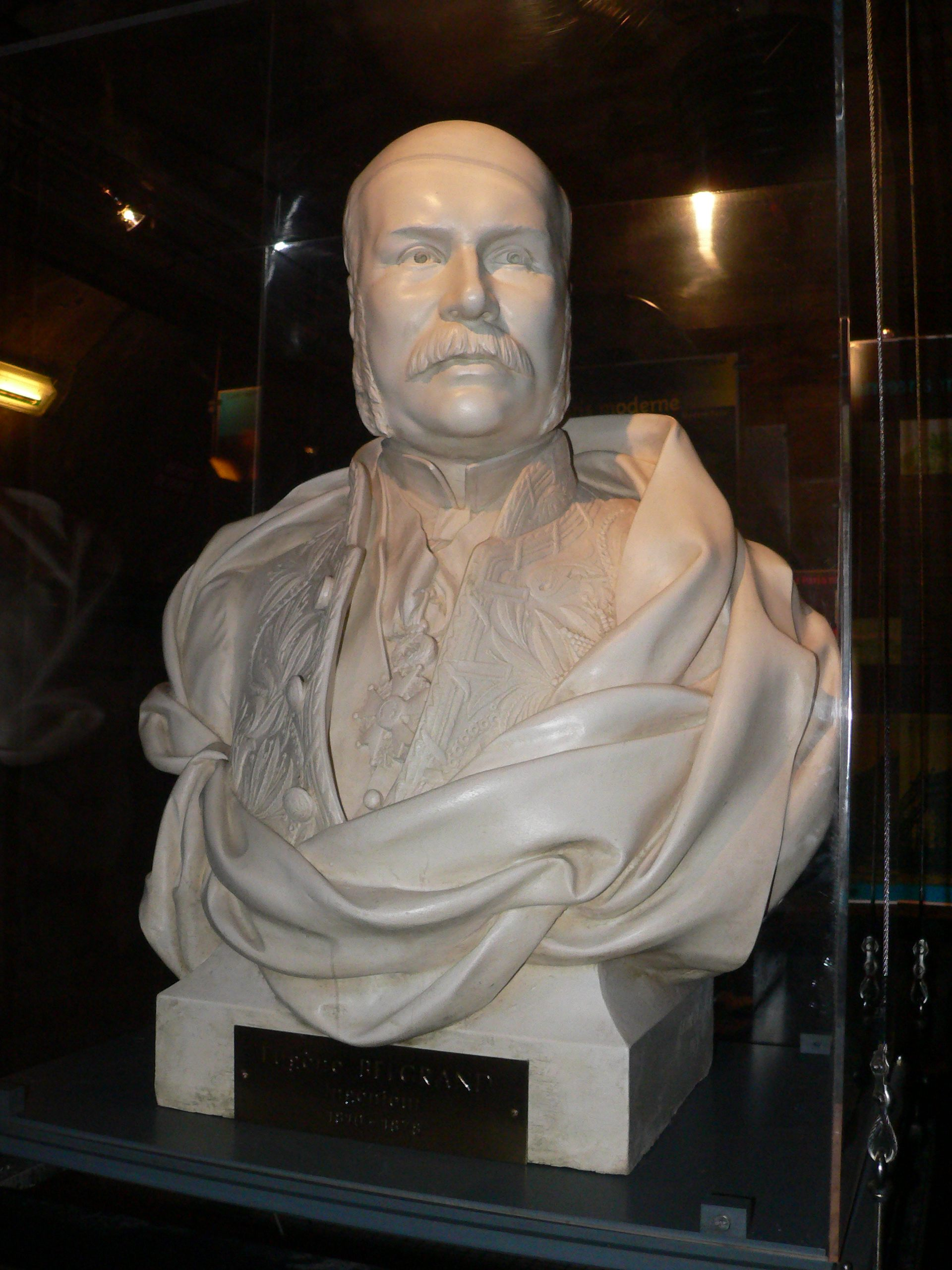
Belgrandova busta v muzeu pařížských stok

Eugène Belgrand (23. dubna 1810, Ervy-le-Châtel, Francie – 8. dubna 1878, Paříž) byl francouzský inženýr, který se významně podílel na přestavbě Paříže ve druhé polovině 19. století.

## Životopis
V roce 1829 vystudoval École polytechnique. Od roku 1852 do 1870 se účastnil modernizace Paříže vedené prefektem Haussmanem společně s architekty Alphandem a Barillet-Deschampsem. Podílel se především na výstavbě pařížské kanalizační sítě, akvaduktu Dhuis a vodního rezervoáru Montsouris na jihu Paříže. V roce 1871 byl zvolen členem Francouzské akademie věd. Je jedním ze 72 významných mužů, jejichž jméno je zapsáno na Eiffelově věži v Paříži.

## Hlavní publikace
Belgrand je rovněž autorem několika knih na téma dějiny Paříže:
- La Seine. Le Bassin parisien aux âges antéhistoriques, 1869 (Seina. Pařížská pánev v prehistorickém období)
- Les Travaux souterrains de Paris, 5 svazků 1872-1887 (Podzemní práce v Paříži)
- Étude préliminaire sur le régime des eaux dans le bassin de la Seine, 1873 (Předběžná studie o vodním režimu v povodí Seiny)
- Les Aqueducs romains, 1875 (Římské akvadukty)